# Stazioni ferroviarie del Marocco

Rete ferroviaria del Marocco.

Le stazioni ferroviarie del Marocco sono più di 60, distribuite lungo una delle reti ferroviarie più sviluppate di tutta l'Africa.
Le stazioni principali si trovano nelle città di Tangeri, Rabat, Fès, Nador, Oujda, Casablanca e Marrakech.

## Stazioni
- Stazione di Ain Sebaa
- Stazione di Ain-Taoujdate
- Stazione di Assila
- Stazione di Azemmour Halte
- Stazione di Benguerir
- Stazione di Beni Nsar Port
- Stazione di Beni Nsar Ville
- Stazione di Berrechid
- Stazione di Bidane
- Stazione di Bouskoura
- Stazione di Bouznika
- Stazione di Casa-Port
- Stazione di Casa Voyageurs

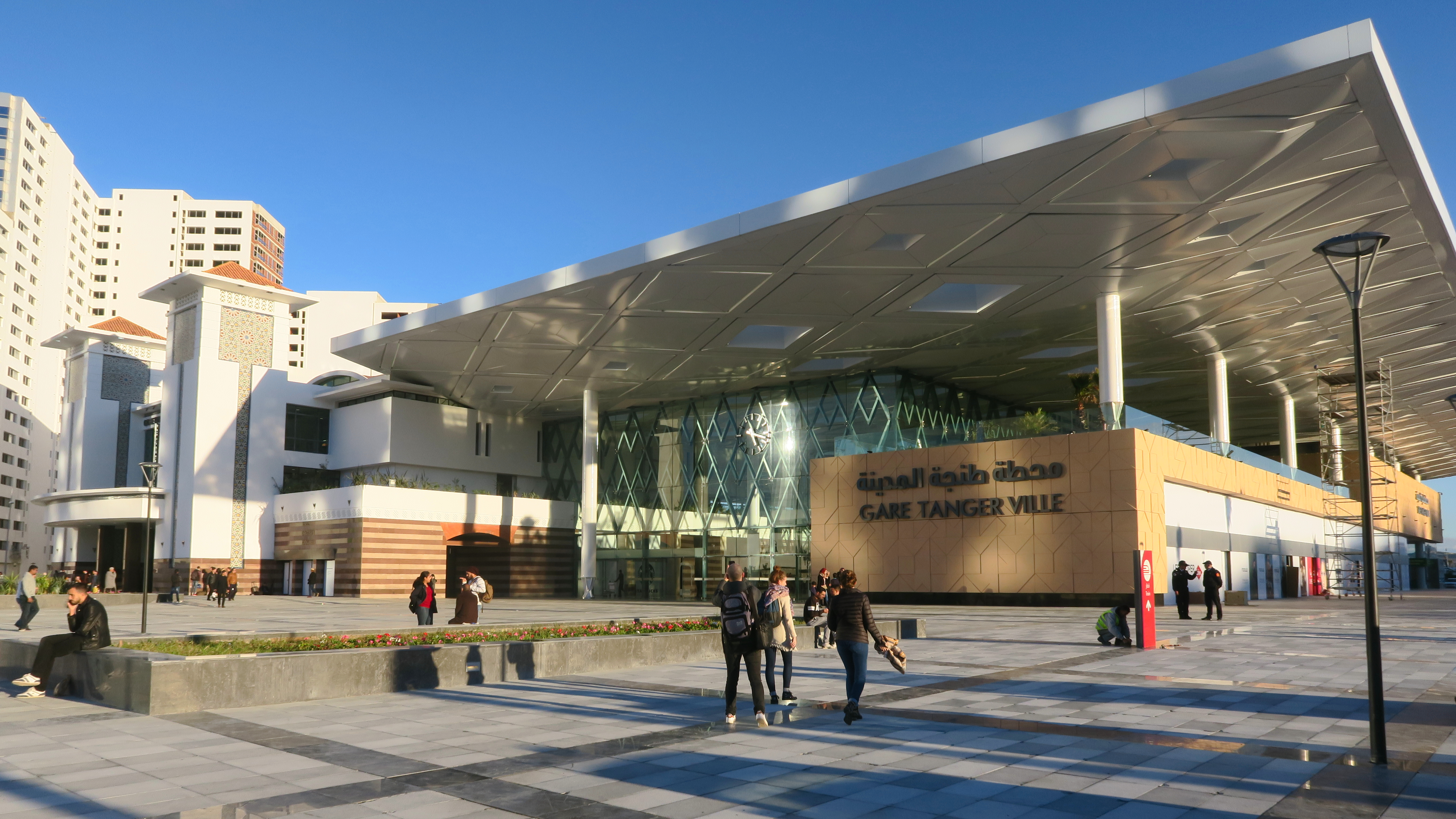
Stazione di Tangeri-Ville.

Stazione di Rabat-Agdal.

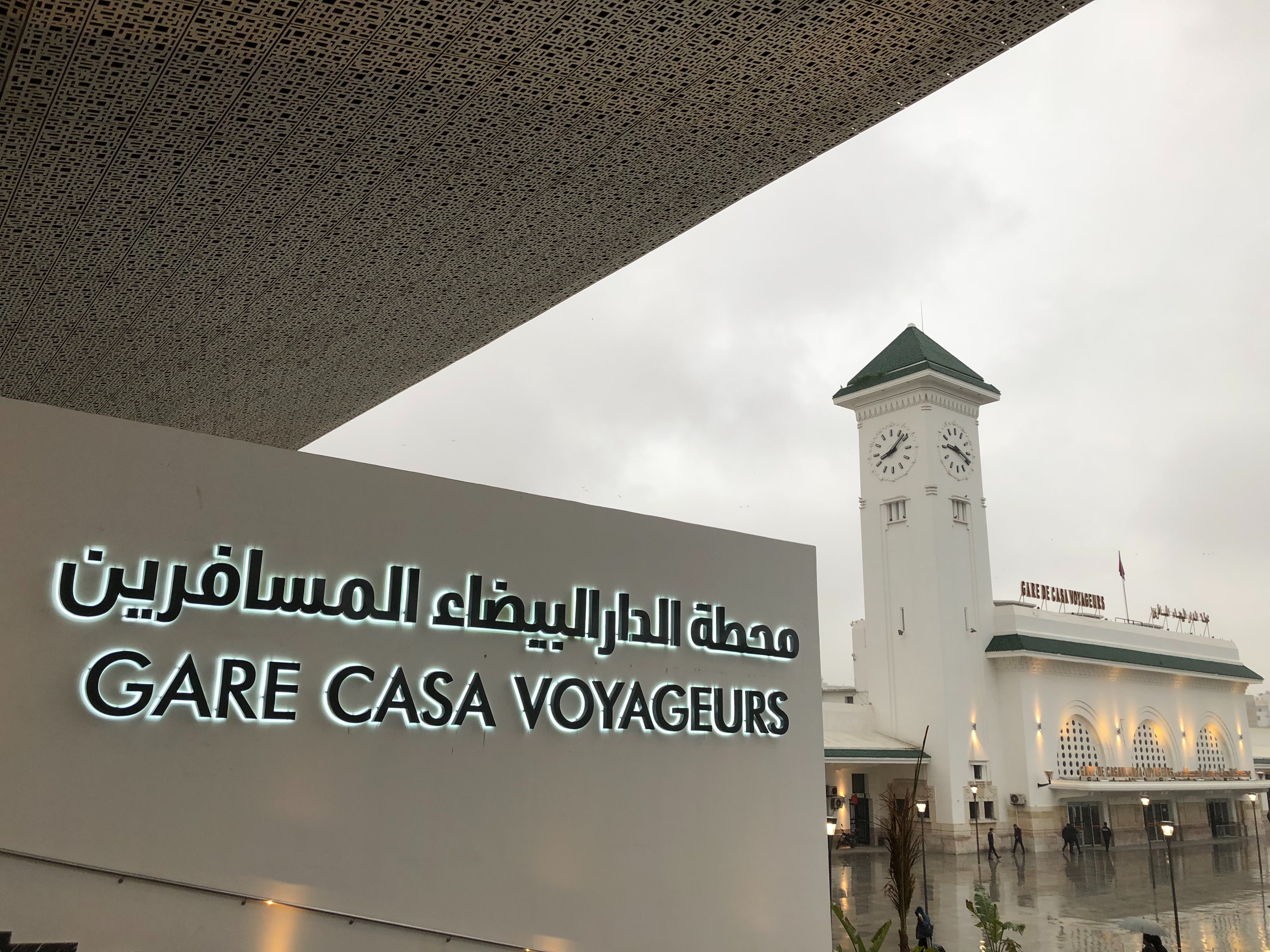
Stazione di Casablanca Voyageurs.

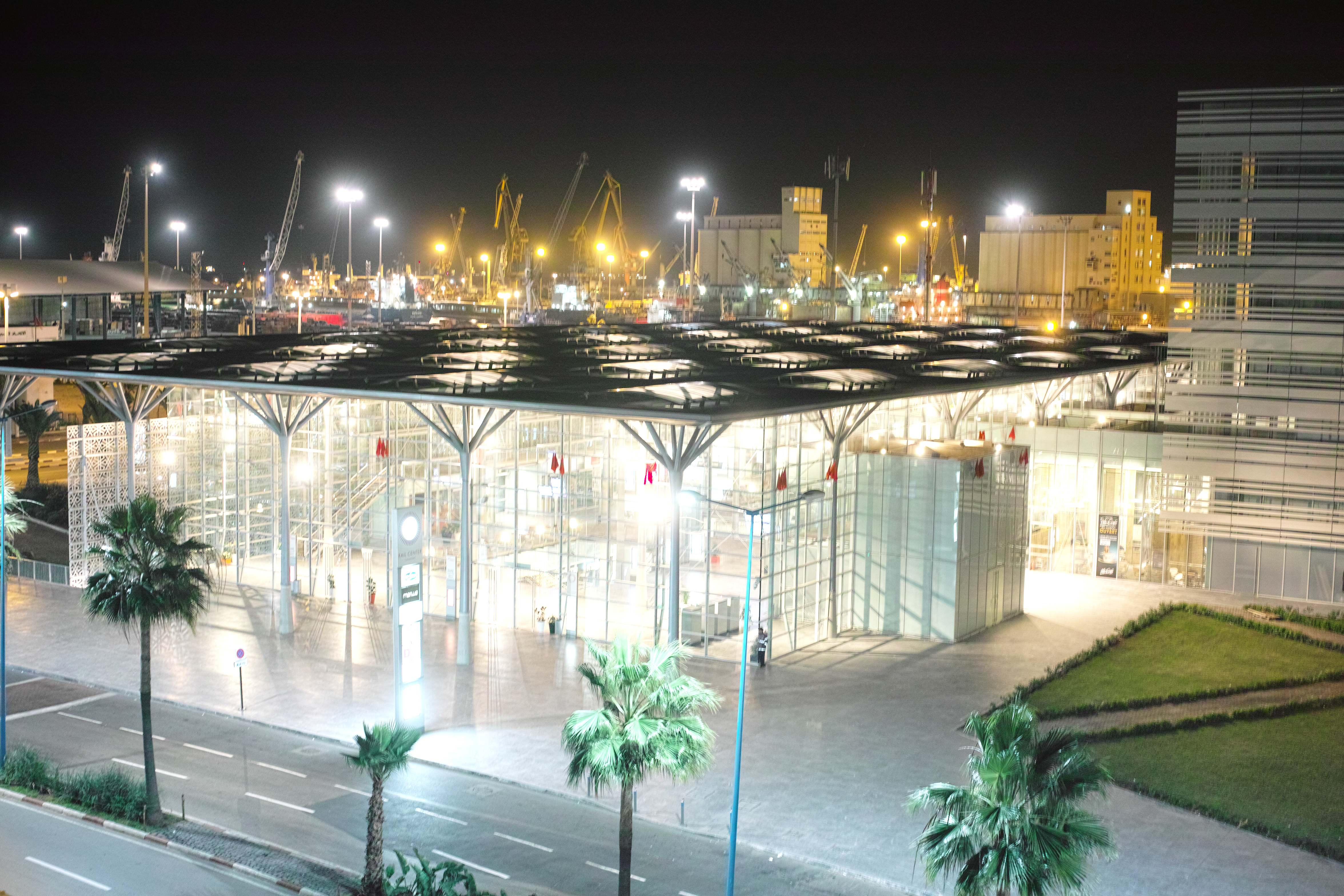
Stazione di Casablanca Port.

- Stazione dell'aeroporto di Casablanca-Muhammad V
- Stazione di El Aioun Sidi Mellouk
- Stazione di El Jadida
- Stazione di Ennasim
- Stazione di Fès
- Stazione di Guercif
- Stazione di Kenitra-Medina
- Stazione di Kenitra
- Stazione di Khouribga
- Stazione di Ksar Sghir
- Stazione di Marrakech
- Stazione di Matmata
- Stazione di Mechra Bel Ksiri
- Stazione di Meknes-Amir Abdelkader
- Stazione di Meknes-Ville
- Stazione di Mellousa
- Stazione di Mers Soultan
- Stazione di Mohammedia
- Stazione di Moulay El Mehdi
- Stazione di Nador-Sud
- Stazione di Nador-Ville
- Stazione di Oasis
- Stazione di Oued Amlil
- Stazione di Oued Zem
- Stazione di Oujda
- Stazione di Rabat-Agdal
- Stazione di Rabat-Ville
- Stazione di Ras El Ain
- Stazione di Safi
- Stazione di Salé-Ville
- Stazione di Sale Tabriquet
- Stazione di Sebaa-Aioun
- Stazione di Selouane
- Stazione di Settat
- Stazione di Sidi Bou Othmane
- Stazione di Sidi El Aidi
- Stazione di Sidi Hajjaj
- Stazione di Sidi Kacem
- Stazione di Sidi Slimane Media
- Stazione di Sidi Yahia
- Stazione di Skhirat
- Stazione di Souk El Arbaa
- Stazione di Tangeri Mamora
- Stazione di Tangeri Med
- Stazione di Tangeri-Ville
- Stazione di Taourirt
- Stazione di Taza
- Stazione di Temara
- Stazione di Youssoufia